# Banco Industrial e Comercial
O Banco Industrial e Comercial (BicBanco) foi um banco brasileiro fundado por José Bezerra de Menezes em 1938 na cidade de Juazeiro do Norte, interior do Ceará, como uma cooperativa de crédito. 
Em 2013, o BicBanco foi adquirido pelo China Construction Bank (CCB), segundo maior banco comercial da China.

## Histórico
O Banco Industrial e Comercial foi fundado por José Bezerra de Menezes em 1938 em Juazeiro do Norte, Ceará, como uma cooperativa de crédito.
O controle do banco era da família Bezerra de Menezes, tendo a frente os irmãos gêmeos Adauto Bezerra e Humberto Bezerra, filhos do fundador do banco.